# Líbiai olaszok

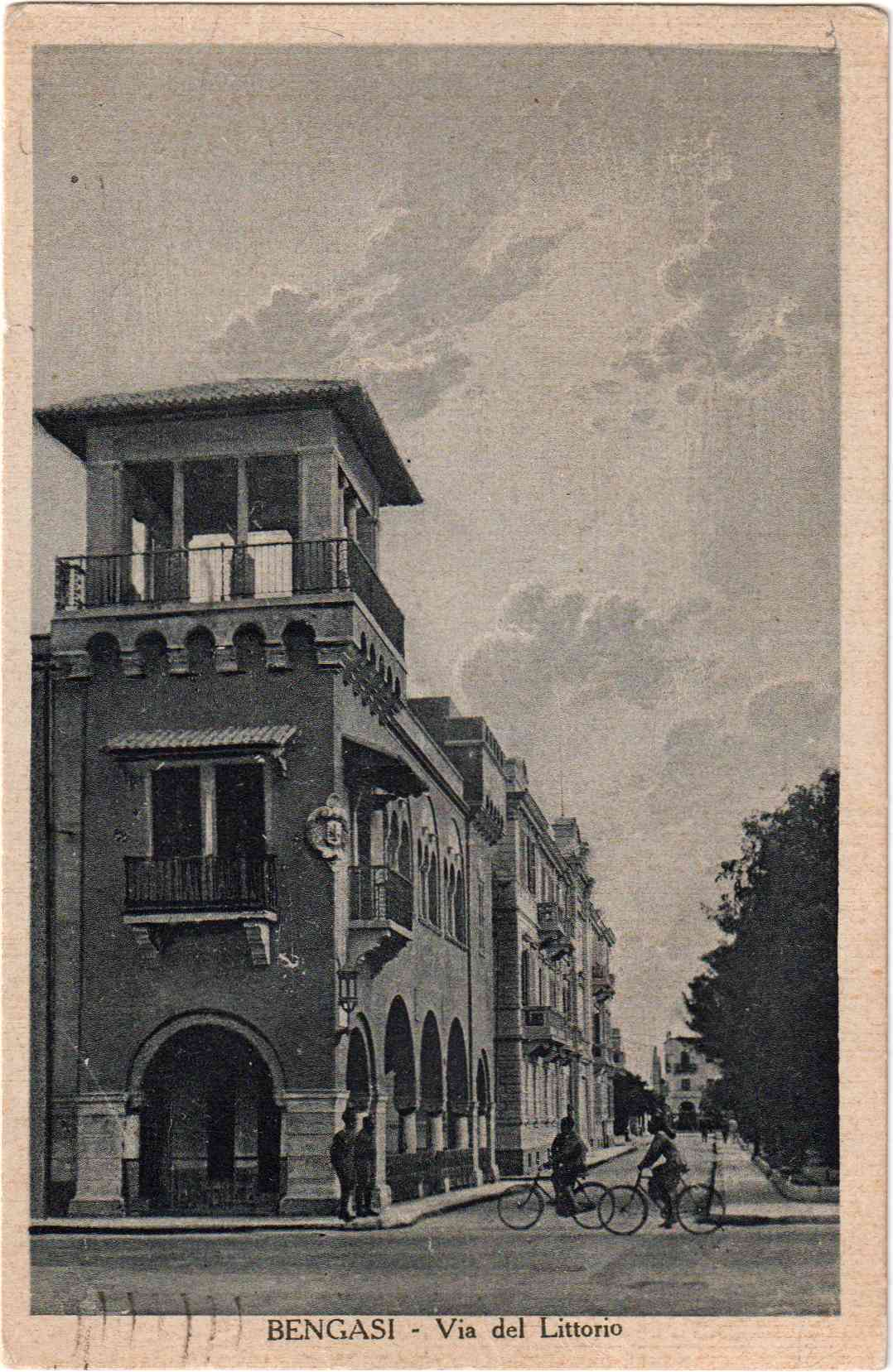
A Via del Littorio Bengázi városának olaszok lakta felén 1935-ben

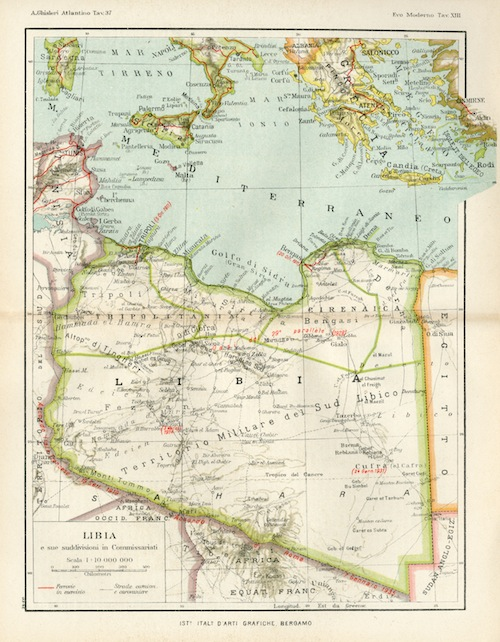
A líbiai olasz adminisztráció 1938-ban

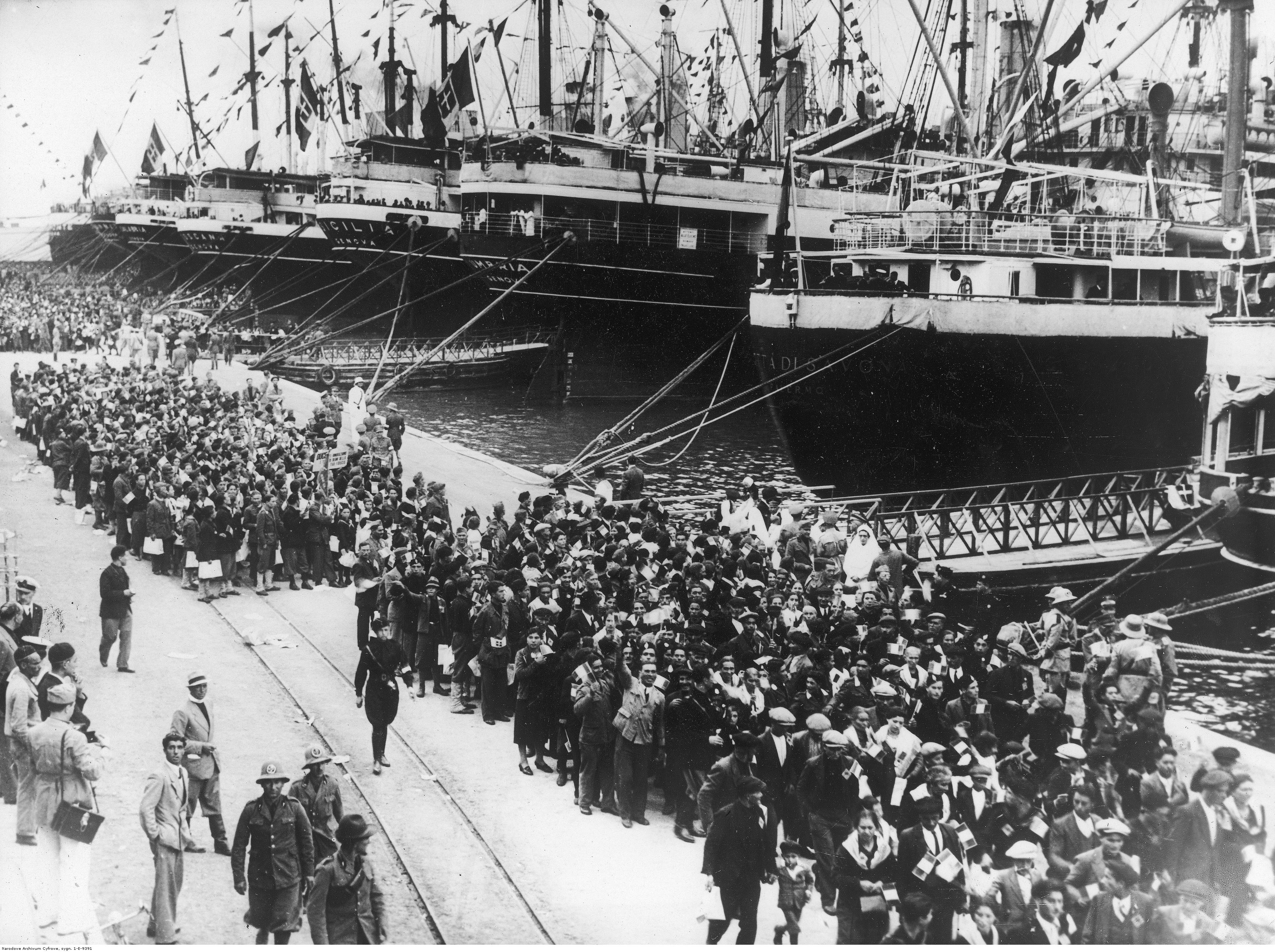
Italo Balbo kormányzó személyesen üdvözli a Líbiába hajókon érkező új olasz telepeseket (1938)

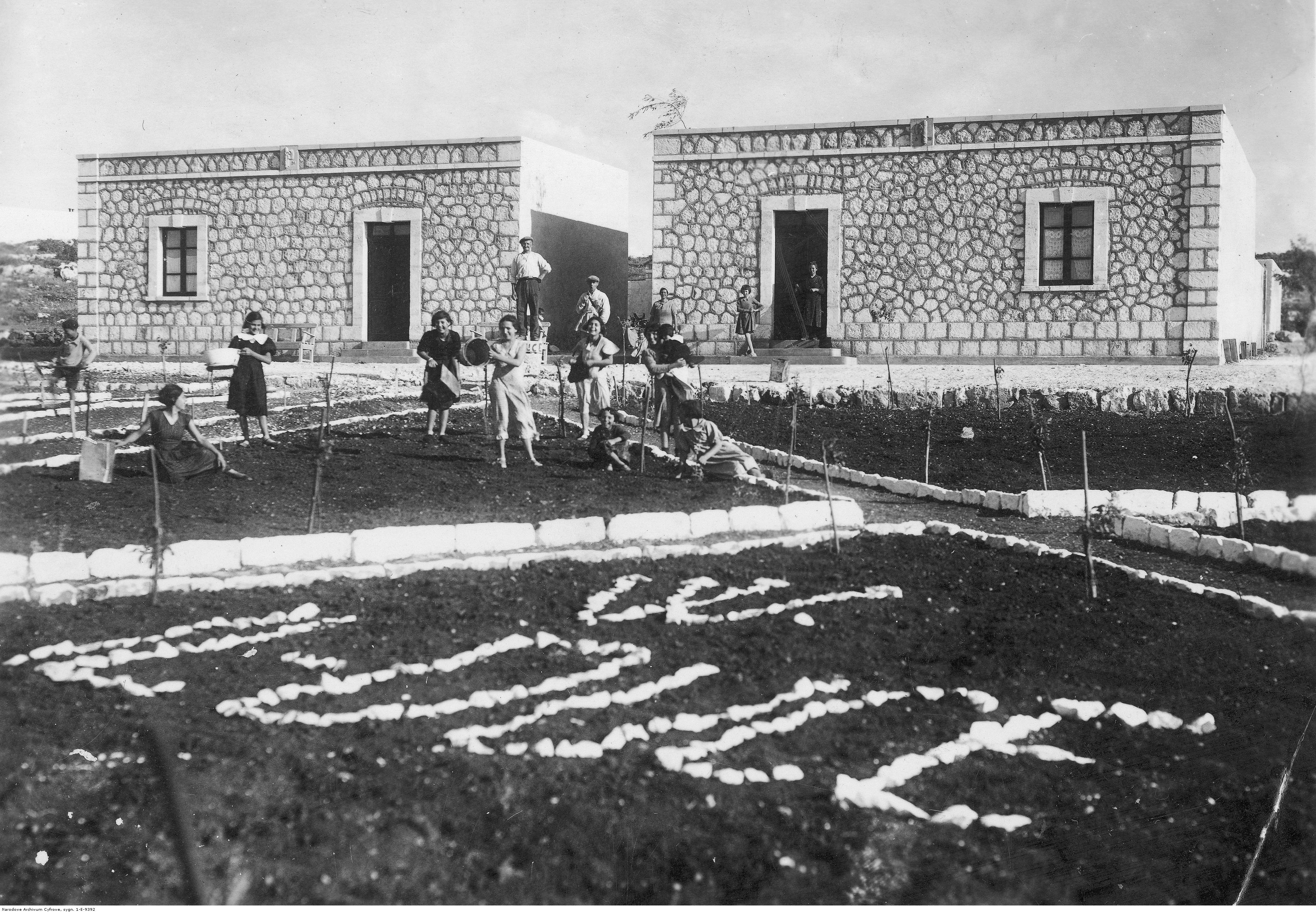
Mintafalu a telepesek részére. A készülő virágoskertben kirakott monogram jelentése Éljen a Duce!

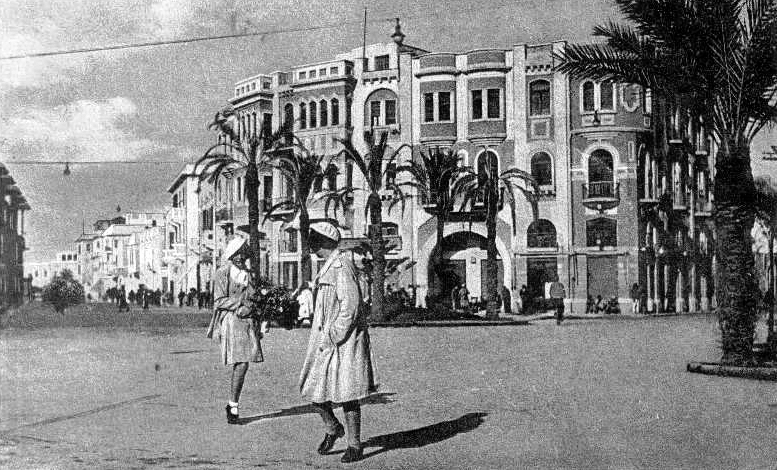
Az Olasz Bengázi 1938-ban

A líbiai olasz telepeseken a mai Líbiába Olaszországból bevándorolt európai személyek értendők, akik a terület olasz gyarmattá válása (1911–1912) és a második világháború között telepedtek le és életvitelszerűen éltek az észak-afrikai régióban. A világháború során a betelepítés megállt. A háború után az olaszok zöme elhagyta Líbiát a számukra egyre kedvezőtlenebb helyzet miatt. 1970-ben az ún. bosszú napja keretében Moammer Kadhafi diktátor a maradék olasz lakosság kiűzését is eltökélte (a zsidókkal egyetemben). 1986-ra alig 1500-an maradtak.
A politikai feszültségek enyhülését követően néhány olasz (elsősorban ott született emberek) visszatértek Líbiába.
A líbiai olaszok története sokban hasonlított az algériai feketelábúakhoz, akik az ország francia lakosságát jelentették. A feketelábúak milliós száma Algériában képezte Franciaország egyik jogi alapját a területre, ám miután Algériának sikerült elnyernie a függetlenségét, a feketelábúaknak innen is el kellett vándorolniuk. François Mitterrand fogalmazta meg „L'Algérie, c'est la France” (Algéria egyenlő Franciaországgal). Olaszország is ugyanilyen elvet követett Líbia esetében.
Az olaszok elsődlegesen az ország északi, part menti vidékein éltek, ahol jól művelhető földek voltak és az éghajlat is kedvező volt. Az őslakosságot itt is elnyomták, földjeiket elvették és nem részesülhettek az olasz telepeseket megillető jogokban, valamint a munkavállalás területen is hátrányosan kezelték őket, ellentétben a telepesekkel.

## Történetük
Olaszország egy időben az ókori római uralomra hivatkozva tartott igényt a mai Líbiára. Diocletianus szervezett római provinciát a területen Lybia néven. Az 500 éves római uralmat az iszlám hódítás követte, a terület elarabosodott és kialakult máig fennálló arca. 1544-től az Oszmán Birodalom részévé vált, az európai stílusjegyek megszűntek.
1911-től 1912-ig az olasz–török háború színtere volt Líbia. E háborúban szerezte meg Olaszország a terület feletti ellenőrzést és vette kezdetét a második világháború végéig tartó olasz gyarmati uralom.
Az olasz betelepülés már 1911-ben elkezdődött Líbiába, amit a római kormány is ösztönzött. A betelepítések és betelepülés serkentésének célja ekkoriban az olaszországi munkanélküliségi ráta és túlnépesedés csökkentése, valamint az olasz gazdaság tehermentesítése volt. A telepesek legfőképp a gazdasági nehézségek sújtotta és iparilag fejletlen Dél-Olaszországból és Szicília szigetéről jött, ahol a földosztást sem sikerült megoldani. A telepesek munkalehetőséget és szabad földterületet reméltek Líbiában.

### Olasz fejlesztések Líbiában
Az olasz uralom alatt Líbia rengeteget fejlődött. Kiépült a közműhálózat, a modern egészség- és oktatásügy, vasúti hálózatok és kikötők létesültek, sőt virágzásnak indult a gazdaság. 1925-ben először került megrendezésre a Tripoli Nagydíj elnevezésű autóverseny, amelyre 1940-ig rendszeresen sor került.
Meg kell jegyezni, hogy a fejlesztések szinte kizárólagos haszonélvezői olaszok voltak. A helyi arab és berber lakosság semmilyen előnyt nem élvezett és a jól fizető állásokba is olaszok kerültek, nem is beszélve a vezető pozíciókról.
Líbia Földközi-tengerhez közeli területe mezőgazdaságilag ideálisnak volt mondható, amely vonzotta a földműveseket. Modern eszközök igénybevételével, főleg öntözőrendszerek telepítésével az olaszoknak sikerült olyan termőterületeket is hasznosítani, amit korábban ellepett a sivatag. Az országban rengeteg új olajfaültetvény alakult ki és az olívabogyótermelés az egyik húzóágazattá vált.
Az olasz bevándorlással erősödött a kereszténység, de elsősorban a katolicizmus jelenléte a hagyományosan muszlim országban. A betelepülők számos új falut építettek, ahol templomokat is emeltek, valamint Bengáziban és Tripoliban is épült egy-egy katedrális. Előbbi a legnagyobb méretű keresztény templom volt Észak-Afrikában.

### A betelepítések politikai céljai
A líbiai olasz bevándorlás 1934-ben, Italo Balbo kormányzósága alatt érte el tetőpontját. Líbiára ebben az évtizedben még hatalmasabb nyomás nehezedett a gyarmattartó ország részéről, miután az Etiópiában egy kudarcba fulladt hódító háborút vívott. Az 1930-as évektől Líbia az olasz emigránsok „új Amerikájává” vált. Az olasz kormányzat mindenképp szerette volna, ha a szülőföldjüket mégiscsak elhagyni szándékozó állampolgárai nem egy távoli országba vándorolnának, hanem egy számukra új perspektívákat kínáló, ám olasz kézben levő területen telepednének le. A fokozott olasz jelenléttel továbbá erősíteni szándékoztak az olasz területi igényeket is. Ennek ellenére a Líbiába való kivándorlás nem volt fokozottnak mondható, az olasz emigránsok többsége ugyanis továbbra is az Egyesült Államokban vagy Franciaországban kereste a boldogulást, és csak töredékük választotta Líbiát.
Benito Mussolini diktatúrájának programszerű célja volt (Nagy-Olaszország), hogy az Olasz Királyságnak követelt területekre olasz nemzetiségűeket is tudjanak telepíteni. Líbia volt Mussolini és más olasz vezetők szemében az ún. negyedik tengerpart, az Adria, a Tirrén-tenger és a Jón-tenger után. Az olasz céloknak súlyos ára volt, többek között az, hogy 1930 és 1931 között Cyreneicában 12 ezer embert öltek meg és további ezreket deportáltak a sivatagokban kijelölt koncentrációs táborokba, csakhogy „helyet csináljanak” olasz telepeseknek.
Mussolininak további grandiózus elképzelései voltak más olasz kolonizációkról is. A spanyol polgárháborúban seregei megszállták a Baleár-szigeteket és a diktátor Spanyolországra is ki akarta terjeszteni befolyását. Mind a szigetekre, mind az Ibériai-félszigetre 100-100 ezer olasz betelepítését kívánta elérni (természetesen sikertelenül). Hasonló elképzelései voltak a Balkánt illetően is.
Balbo 1938-ban újabb 20 ezer olasz telepest (főleg földműveseket, agronómusokat) hívott Líbiába, akiket elsősorban Cyrenaicába telepített. A ventimillák-nak nevezett kolonisták 26 új kolonista települést hoztak létre. 1939-ben már több mint 119 ezer olasz nemzetiségű élt Líbiában, ami több mint 12%-át jelentette az akkori lakosságnak. Bengázi lakosságának 31%-a, míg Tripolinak 37%-a volt olasz.
Mussolini elvileg olasznak tekintette Líbia arab és berber lakosságát is, őket mint muzulmán olaszoknak nevezte, de a puszta szavak nem jelentették az autochton lakosság egyenrangúságát a telepesekével: a két csoport között rendkívül mély társadalmi, etnikai és vallási szakadékok tátongtak, sőt az olasz hatóságok kifejezetten elnyomták az őslakosságot. Ahogy a Francia Algéria, úgy az Olasz Líbia esetében is olyan őslakosok nyerhettek polgári jogokat, akik feladták muzulmán személyi jogállásukat. Emiatt az arabok és berberek végig ellenségként és elnyomókként tekintettek az olaszokra, akik szerintük elbitorolják az országukat, keresztény hitre akarják téríteni őket és rábírni az olasz nyelv használatára.
Balbo meggyőzte Mussolinit 1934-ben, hogy az addig külön kormányzott Cyrenaicát, Tripolitániát és Fezzánt vonják össze egyetlen olasz gyarmattá, amely ekkor kapta ókori római mintára a Líbia nevet. 1939. január 9-én az olasz irredentisták nyomására felfüggesztették Líbia gyarmati státuszát és olasz tartománnyá nyilvánították, amit közvetlenül a római kormány irányított.
Mussolini azt tervezte, hogy 1960-ig 500 ezer főre növeli a líbiai olaszok számát. Fontos szerep jutott a betelepítésekben a Líbiai Gyarmati Társaság-nak. Ez a társaság irányította a talajjavítást az elsivatagosodott vidékeken, mintafalvakat emelt, sőt hitelekkel segítette az olasz bevándorlókat. Az arab és berber lakosságot háttérbe szorították és a belföldi iparukat tönkretették. A földek kiosztásánál az őslakosságot megfosztották addigi termőföldjeitől és legelőitől, akiknek emiatt tömegével kellett máshová vándorolniuk állataikkal. Az olasz gyarmati vezetés viszont úgy rendelkezett, hogy az őslakóknak állataikkal olyan kijelölt helyekre kellett települniük, ahol az ellenállók számára létrehozott koncentrációs táborok is voltak. Ezek a lehető legkopárabb sivatagi vidékeken voltak, ahol vajmi kevés takarmány jutott a jószágnak és a nélkülözés következtében a megélhetést jelentő állatállománynak olykor több mint 90%-a elpusztult. Más líbiaiak munkát kaptak a kolonista nagygazdák birtokain, ahol azonban éhbérért dolgoztatták őket megfeszített munkatempóban. Az olasz gyarmati hatóságok segélyezték ugyan az őslakosságot, ezek a segélyek viszont sokakat épphogy fenntartottak.
A gyarmatosítás ellen a berberek és arabok gyakran fellázadtak, amire az olasz fasiszta rezsim válasza tömeges kivégzések, internálások, vagyonelkobzás és vegyi fegyverek bevetése volt. Cyreneicából mintegy 100 ezer embert üldöztek el. A felkelések során az olasz légierő szándékosan bombázott fegyvertelen civileket. Gyakori volt az idősek, nők és gyermekek legyilkolása és megerőszakolása. Még azokat a felkelőket is teketória nélkül kivégezték, akik megadták magukat az olasz csapatoknak. A második világháború kitörését követően, amikor a térségben német csapatok is állomásoztak, a deportálásokban és népirtásokban már az SS is közreműködött.

## A második világháború
1940-ben Olaszország megtámadta Nagy-Britannia csapatait Észak-Afrikában, de vereséget szenvedett. 1943-ra Líbia brit, francia és egyéb szövetséges csapatok megszállása alá került. Az olasz telepesek itt rekedtek. 1947-től 1951-ig az angolok irányították Tripolitániát és Cyreneicát, Fezzánt pedig a franciák.
Az új olasz kormány megpróbálta visszaszerezni a Líbia feletti fennhatóságot, hivatkozva az ott élő olaszok érdekeire. Nem sokon múlott, hogy az ENSZ helyt adott az olasz kérelemnek, de végül az 1949. november 21-én elfogadott határozat kimondta, hogy Líbiának 1952-ig függetlenné kell válnia.

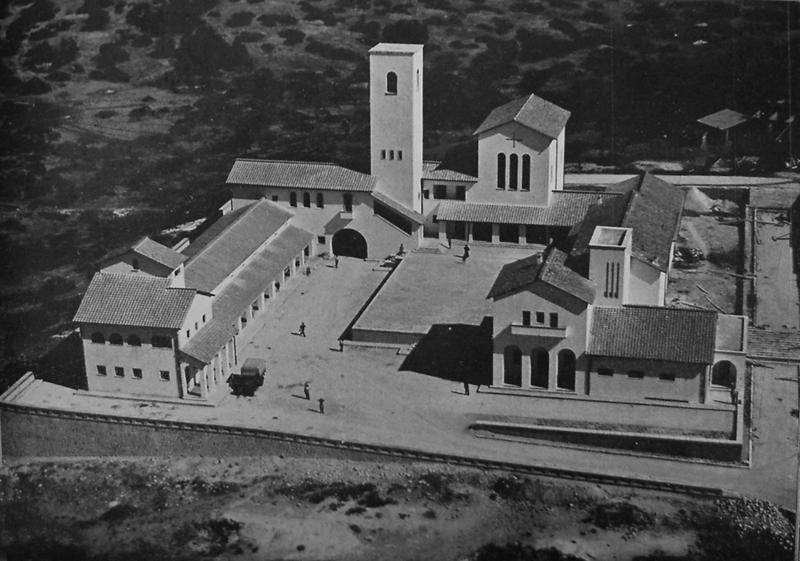
D’Annunzio telepesvárosa Tripolitániában, 1938-ban. A települést Gabriele D’Annunzio kalandorról nevezték el, aki a fasizmus korai képviselője volt. A települést mai El Bajjádának hívják

## A háború után
A muszlim lakosság nacionalizmusa erőre kapott, s Líbia 1951. december 24-én deklarálta függetlenségét. Az olasz lakosság a következő években tömegével hagyta el az országot. Kadhafi hatalomra kerüléséig 20 ezer olasz maradt Líbiában. Mintegy fele ezen személyeknek olasz-arab, illetve olasz-berber keveredésből származó személy volt, másik fele pedig líbiai születésű olasz.
Kadhafi 1970-ben államosította az olasz vállalatokat és kiutasította a maradék olasz lakosságot is. Az Egyesült Államok és Líbia között kirobbant 1986-os politikai válság következtében további olasz nemzetiségűek voltak kénytelenek elhagyni Líbiát. Ekkor már csak 1500 olasz élt Líbiában.
Az 1990-es évektől, majd a 2000-es évektől, amikor Kadhafi némiképp változtatott addigi nacionalista-iszlamista politikáján és a gazdasági embargókat is feloldották, néhány, főleg idősebb olasz visszatért Líbiába.
2008-ban Kadhafi megállapodást kötött Silvio Berlusconi olasz miniszterelnökkel, amelynek értelmében Olaszország 5 milliárd dollár kártérítést fizetne volt gyarmatának a múltban elszenvedett sérelmekért. Cserébe Líbia komolyabb intézkedésekkel élne a területén keresztül Európába történő illegális bevándorlással szemben és elősegítené az olasz vállalatok líbiai beruházásait. Az együttműködési folyamatot végül megtörte az első líbiai polgárháború és Kadhafi bukása.

## Jelen helyzet
2004-ben már több mint 22 ezer olasz élt ismét az észak-afrikai országban, akik főleg olajipari dolgozók voltak. A tripoli olasz nagykövetség számításai szerint közülük csupán 1000 ember volt tekinthető olyan személynek, aki a második világháború előtti Líbia olasz telepeseihez kötődött. Ezek zöme idős ember, akik annak idején még itt születtek, vagy olasz-arab, esetleg olasz-berber keveredésből származtak, de félvér mivoltuk miatt a nacionalista Kadhafi őket is kiűzte az országból.
Az első, majd a második líbiai polgárháború miatt az olaszok ismét elhagyták Líbiát. Létezik képviselete annak a mintegy 20 ezer líbiai születésű olasznak, valamint olasz-líbiai keveredésű embereknek, akik Kadhafi miatt hagyták el az országot Associazione Italiani Rimpatriati dalla Libia néven. Ez a szervezet a Kadhafi-rezsim által elűzött emberek kártalanítását szeretné elérni.

## Képgaléria

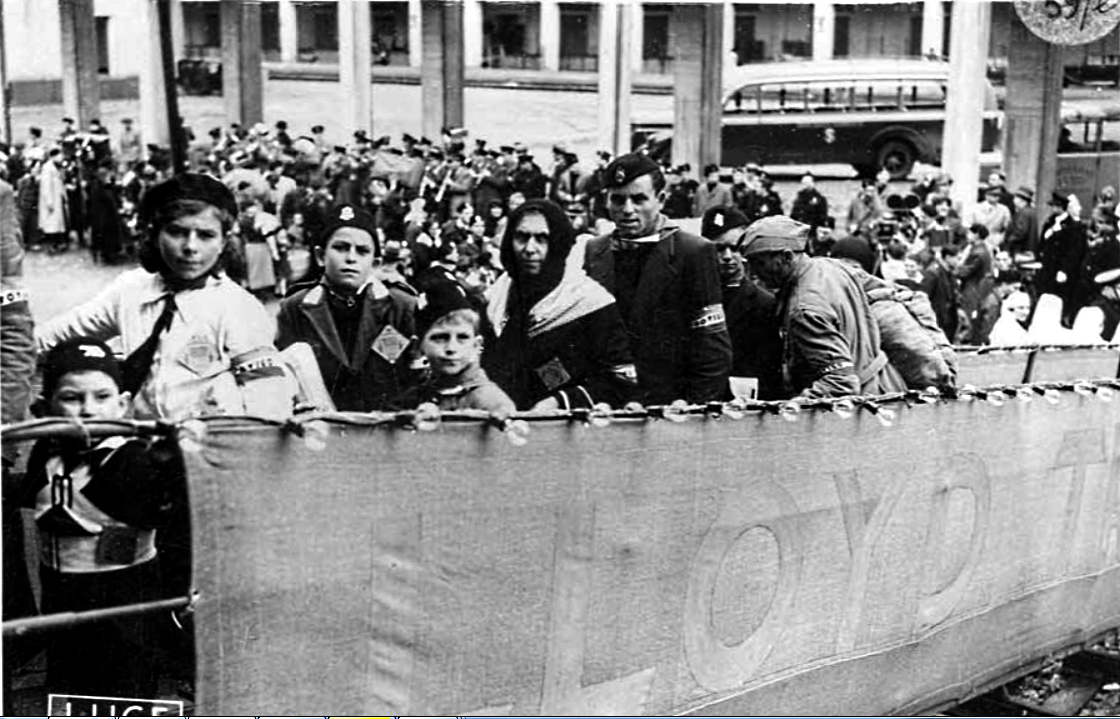
Genovából Líbiába induló olaszok (1938)
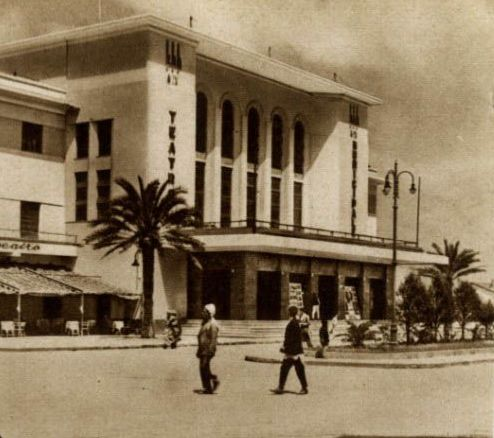
Az olasz Bernice színház Bengáziban 1933 körül
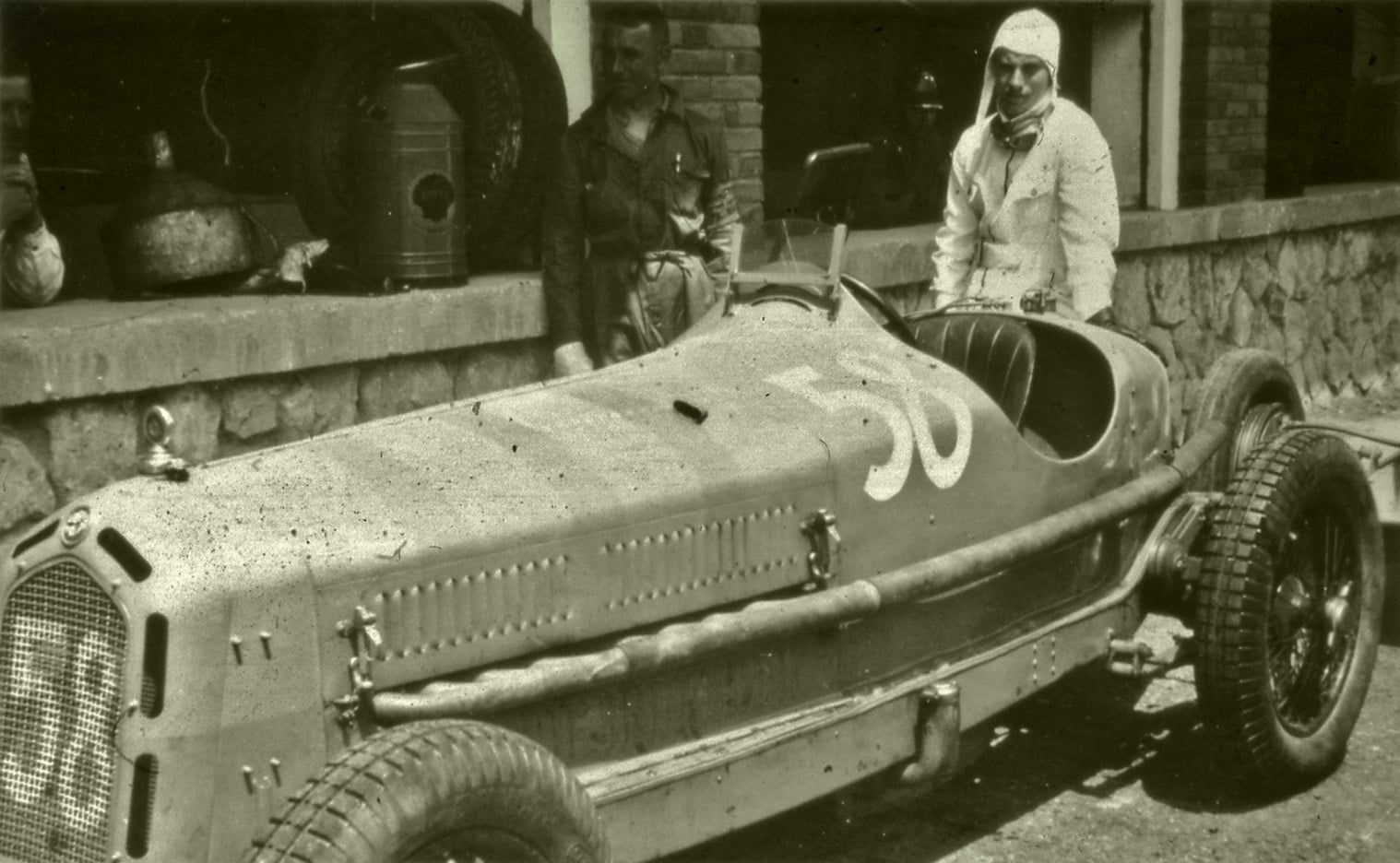
Per Victor Widengren norvég autóversenyző az 1934-es Tripoli Nagydíjon
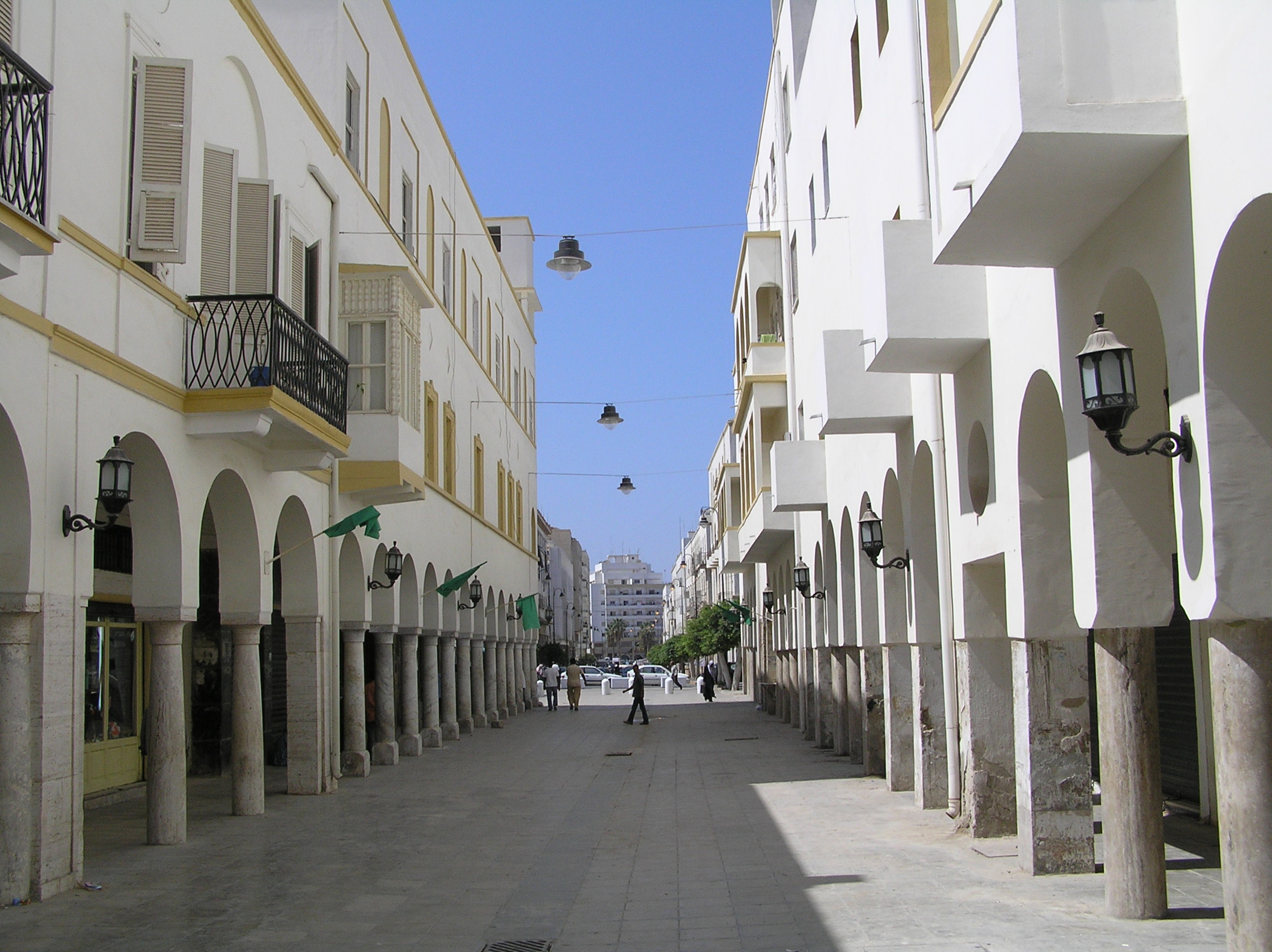
Az egykori Via Roma Bengáziban, ami a függetlenség elnyerése után Líbia nemzeti hőséről Omár al-Muktárról lett végül elnevezve
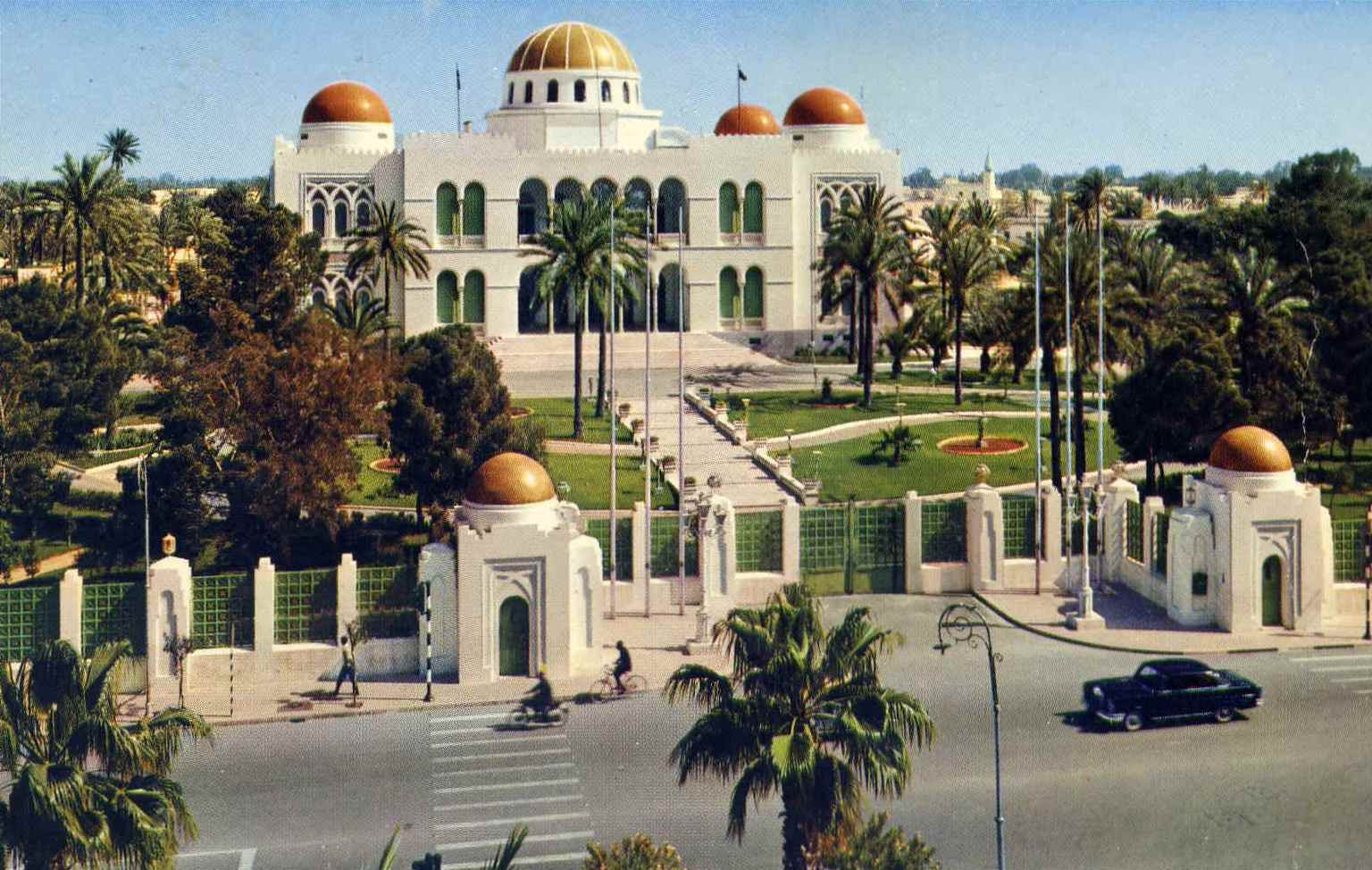
A Tripoli Királyi palota, amely 1924 és 1931 között épült
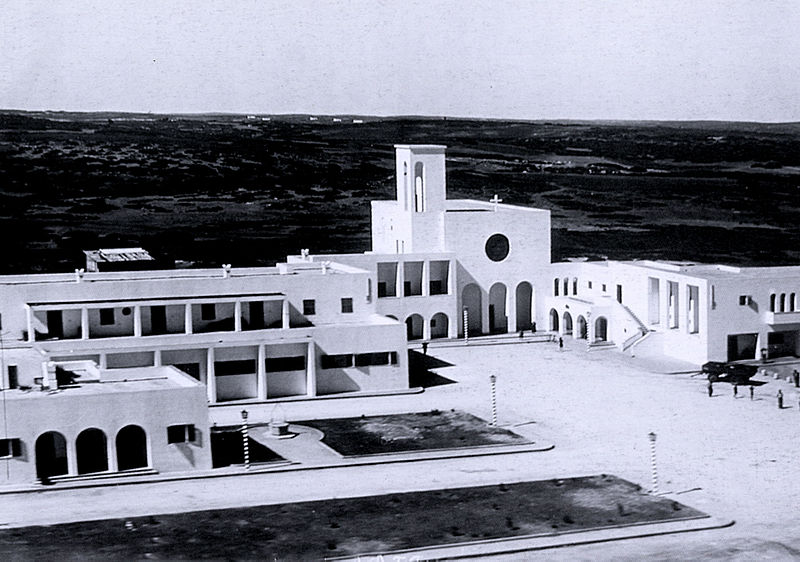
Cesare Battisti települése 1934-ben, Tripolitániában, modern stílusban épült katolikus templommal. A települést Florestano Di Fausto olasz mérnök alkotta meg és Cesare Battisti olasz irredenta tiszteletére nevezték el
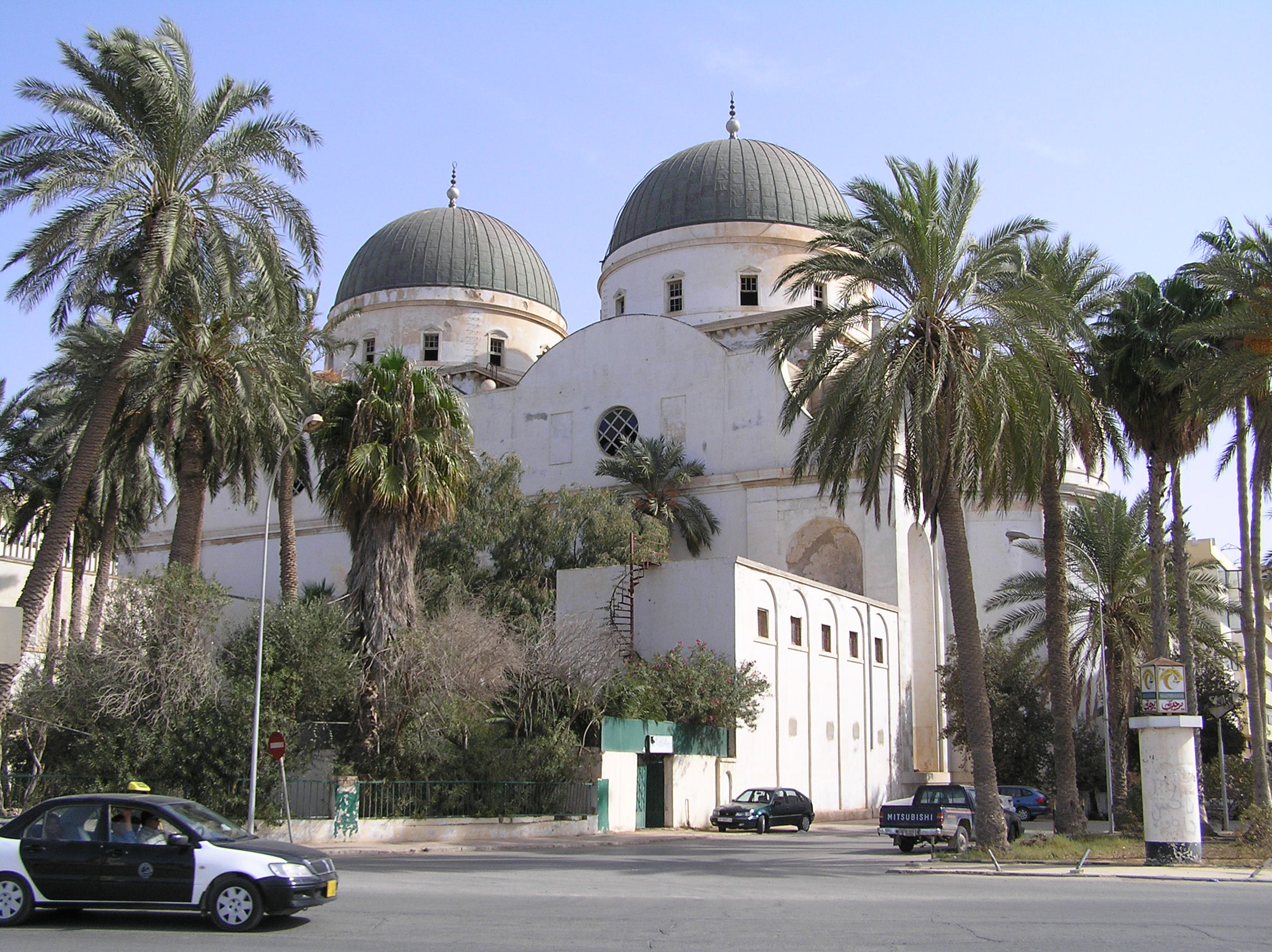
A bengázi katolikus katedrális 2007-ben
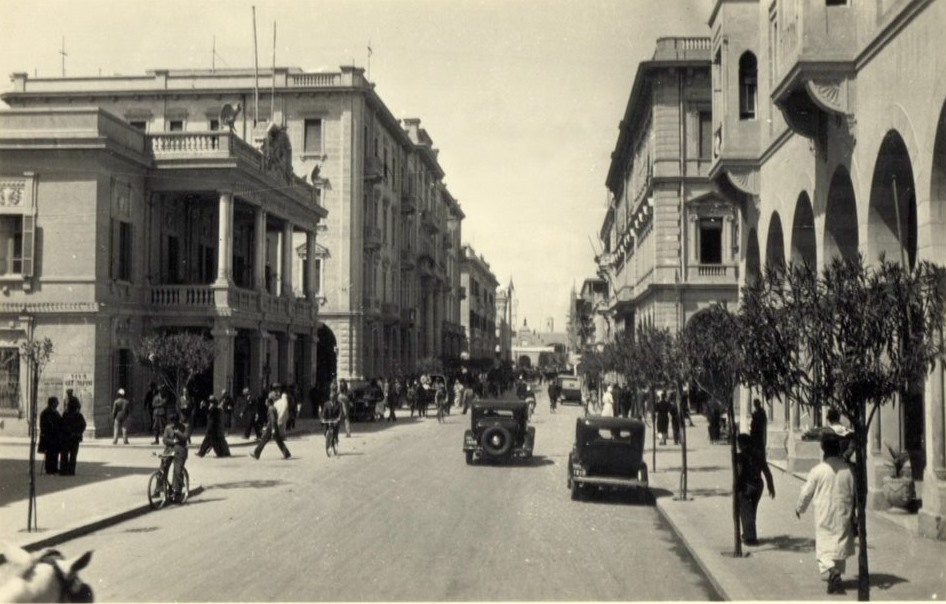
A III. Viktor Emánuel korzó Tripoli olasz részén 1930 körül
Az olasz koncentrációs táborok elhelyezkedése. Ezekre a területekre deportálták a lázadókat és a kitelepített őslakosságot
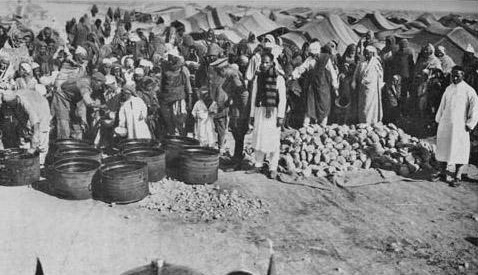
Líbiaiak az al-magrúni koncentrációs táborban
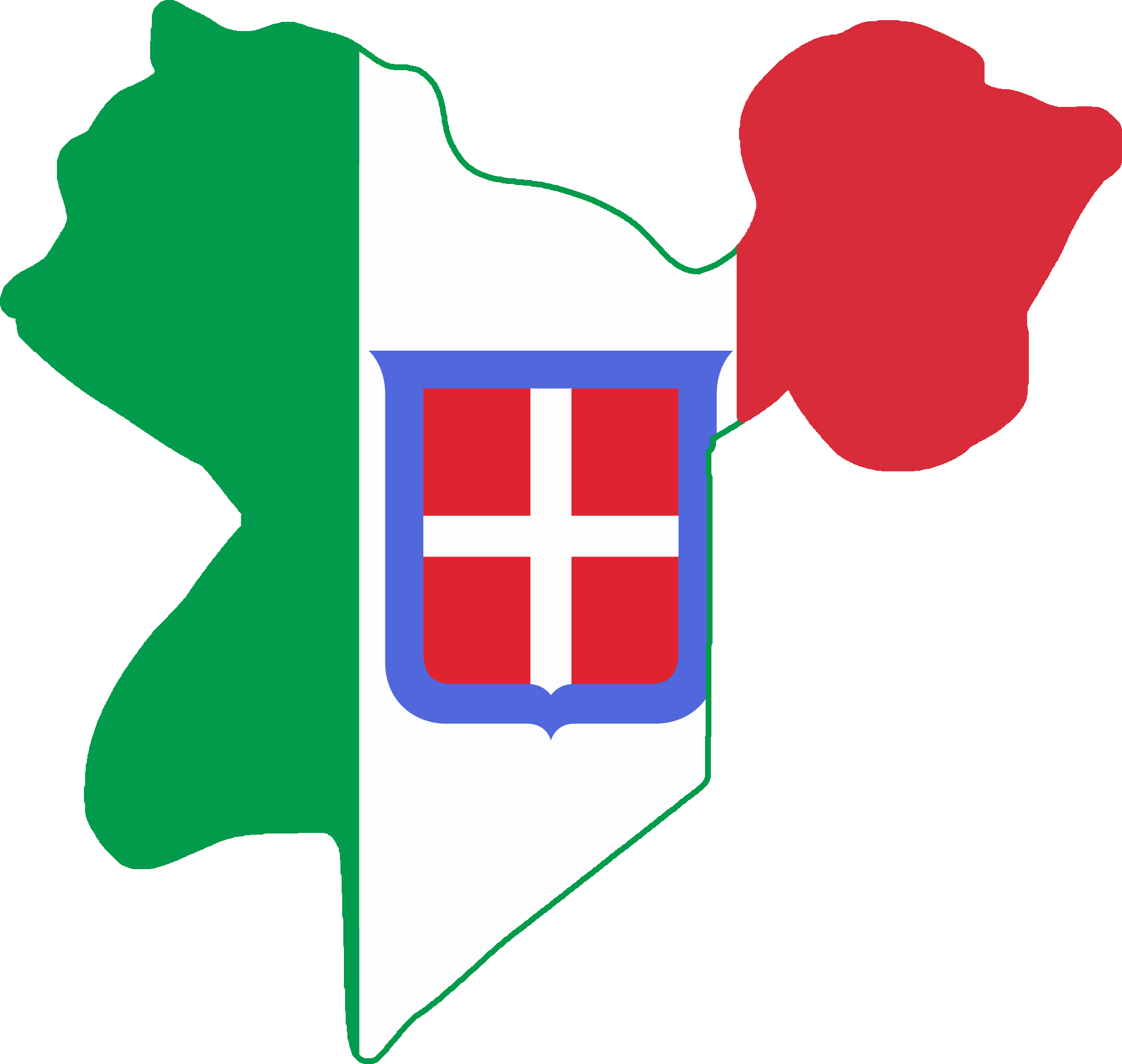
Az olasz királyi lobogó Líbia térképén

## Híres líbiai olaszok
- Claudio Gentile labdarúgó
- Rossana Podestà színésznő
- Franco Califano zenész
- Don Coscarelli filmrendező

## Lásd még
- Mandzsúriai japán telepesek

## Külső hivatkozások
- Horváth Jenő: Líbia története az olasz gyarmati korszakban, 1911–1947 (elte.hu)